# باشگاه فوتبال یانبیان فونده
باشگاه فوتبال یانبیان فونده (انگلیسی: Yanbian Funde F.C.; چینی ساده: 延边富德; پین‌یین: Yánbiān Fùdé) یک باشگاه فوتبال چینی بود. این تیم مستقر در یان‌جی، ولایت خودمختار یانبیان کره‌ای، استان جی‌لین بود و استادیوم خانگی این تیم در آنجا دارای ظرفیت ۳۰٬۰۰۰ بود.